# Richard Strachan (6e baronnet)
Richard Strachan, 6e baronnet, (27 octobre 1760 – 3 février 1828) est un officier de marine britannique. Il se distingue dans la Royal Navy pendant les guerres de la Révolution et de l'Empire et parvient au rang d'Admiral.